# Alina Raikova
Alina Sergeïevna Raikova (en russe : Алина Сергеевна Райкова) est une biathlète kazakhe, née le 14 août 1991 à Chtchoutchinsk.

## Biographie
Elle fait ses débuts en compétition lors de la saison 2007-2008, dans l'IBU Cup juniors. Au début de sa carrière, elle est entrainée par son père Sergeï Raikov. 
Aux Championnats du monde junior 2012, elle se classe sixième de l'individuel, pour son premier résultat significatif. Elle devient une athlète militaire, occupant le rang de sergent dans le CSKA.
Elle commence à participer à la Coupe du monde en 2012 à Östersund.
En février 2014, elle prend part aux Jeux olympiques de Sotchi, où elle se classe 65e de l'individuel.
En 2015, elle récolte son premier point en Coupe du monde avec une 40e place aux Mondiaux de Kontiolahti. À l'Universiade d'Osrblie, elle remporte la médaille d'or sur l'individuel.
Lors de la saison 2015-2016, elle obtient une 20e place au sprint de Canmore comme meilleur résultat de sa carrière. Elle est aussi sur un podium en IBU Cup, avec une troisième place à l'individuel d'Obertilliach.
Aux Jeux olympiques d'hiver de 2018, elle est 71e du sprint, 47e de l'individuel, 14e du relais et 18e du relais mixte.
En novembre 2018, Raikova fait partie des neuf biathlètes kazakhs suspendus pour suspicion de dopage, mais l'Union internationale de biathlon annule les sanctions.

## Palmarès

### Jeux olympiques d'hiver
| Épreuve / Édition                | Individuel | Sprint | Poursuite | Départ en masse | Relais | Relais mixte |
| Jeux olympiques 2014 Sotchi      | 65e        | -      | -         | -               | -      | -            |
| Jeux olympiques 2018 Pyeongchang | 47e        | 71e    | -         | -               | 14e    | 18e          |

Légende :
- - : Non disputée par Raikova

### Championnats du monde
| Épreuve / Édition          | Individuel | Sprint | Poursuite | Départ en masse | Relais | Relais mixte |
| Mondiaux 2013 Nové Město   | 46e        | 79e    | —         | —               | 14e    | —            |
| Mondiaux 2015 Kontiolahti  | 40e        | 93e    | —         | —               | 13e    | —            |
| Mondiaux 2016 Holmenkollen | 71e        | —      | —         | —               | 8e     | 15e          |
| Mondiaux 2017 Hochfilzen   | 29e        | —      | —         | —               | 12e    | —            |

Légende :
- — : non disputée par Raikova

### Coupe du monde
- Meilleur classement général : 68e en 2017.
- Meilleur résultat individuel : 20e.

#### Classements en Coupe du monde
| Année     | Classement général final | Sprint | Poursuite | Individuel | Mass start |
| 2014-2015 | 98e                      | -      | -         | 69e        | -          |
| 2015-2016 | 80e                      | 68e    | -         | -          | -          |
| 2016-2017 | 68e                      | 64e    | 69e       | 58e        | -          |
| 2017-2018 | 84e                      | 75e    | 85e       | -          | -          |

### Universiades
- Médaille d'or de l'individuel en 2015 et 2017.

### Jeux asiatiques
- Médaille d'argent de la mass start et du relais mixte en 2017.
- Médaille de bronze du sprint en 2017.

### IBU Cup
- 1 podium individuel.